# مامادو ديالو (لاعب كرة قدم غيني)
مامادو ديالو (بالفرنسية: Mamadou Lamarana Diallo)‏ هو لاعب كرة قدم غيني، ولد في 23 أغسطس 1985 في ابي في غينيا. لعب مع PSM Makassar ‏.